# ボンバーマン道場
『ボンバーマン道場(ボンバーマンどうじょう)』は、2009年11月2日にハドソンにAndroid用、2011年2月14日にiOS用として発売されているアクションゲーム。

## 概要
ゲームシステムは従来のボンバーマンのシステムを採用している。
今作では「道場モード」と「ユーザーモード」の2つのモードがある。
道場モード
50ステージで構成されているボバルの塔の最上階を目指す。1度クリアしたステージは「トレーニング」再度プレイする事ができる。
ユーザーモード
ステージを自分で作成できる。iOS版では「ユーザーモード」の名前が「エディットモード」となっている。